# Ocón de Villafranca
Ocón de Villafranca es una localidad situada en la  provincia de Burgos,  comunidad autónoma de  Castilla y León (España), comarca de Montes de Oca,   partido judicial de Burgos  ,  ayuntamiento de Villafranca Montes de Oca.

## Símbolos
El escudo heráldico y la bandera que representan a la entidad local menor fueron aprobados oficialmente el 5 de octubre de 2009. El escudo se blasona de la siguiente manera:

«Escudo partido. Primero, en campo de oro, una vaca de gules sumada de dos gavillas de trigo de sinople, en punta tres gavillas de trigo de lo mismo. Segundo, bandado de azur y plata. Al timbre corona real cerrada.»
Boletín Oficial de la Provincia de Burgos nº 204 de 27 de octubre de 2009

La descripción textual de la bandera es la siguiente:

«Bandera rectangular de proporciones 2:3 formada por 8 franjas diagonales en posición de banda, es decir, descendentes desde el asta al batiente, y de colores de abajo a arriba: azul, blanca, azul, blanca, azul, blanca, azul y blanca.»
Boletín Oficial de la Provincia de Burgos nº 204 de 27 de octubre de 2009

## Geografía
En el valle del río Oca, afluente del Ebro, a 0.5 km de la carretera BU-703, que enlaza con las poblaciones de (a la derecha) Villafranca Montes de Oca y (a la izquierda) Mozoncillo de Oca, Villalómez, Villanasur Río de Oca, Villalbos, Villalmóndar y Cueva Cardiel. Al pie de  los Montes de Oca y próximo al Camino de Santiago.

### Municipios limítrofes
- Al norte con Valle de Oca
- Al este con Espinosa del Camino
- Al sur con Villafranca Montes de Oca
- Al oeste con Mozoncillo de Oca

## Situación administrativa
Entidad Local Menor cuyo alcalde pedáneo es  Esteban Martinez Martinez

## Historia
Lugar  de la  Jurisdicción de Villafranca Montes de Oca,   en el partido Juarros, con jurisdicción de realengo ejercida por su regidor pedáneo.
A la caída del Antiguo Régimen se constituye en municipio, en el Belorado perteneciente a la región de Castilla la Vieja, que en el censo de la matrícula catastral contaba con 18 hogares y 71 vecinos.
Este municipio crece al incorporar a  Mozoncillo de Oca, para posteriormente ambas localidades integrarse en Villafranca Montes de Oca. Entonces las dos localidades contaban con 58 hogares y 215 vecinos. El municipio se denominaba Ocón y Mozoncillo.

## Demografía
| Gráfica de evolución demográfica de Ocón de Villafranca entre 1842 y 1920 |
| |
| Población de derecho según los censos de población del INE Población de hecho según los censos de población del INEEntre el censo de 1857 y el anterior, crece el término del municipio porque incorpora a Mozoncillo de Oca. Entre el censo de 1930 y el anterior, este municipio desaparece porque se integra en el municipio Villafranca Montes de Oca. |

## Personalidades
-Juan Mata, campeón del mundo con la selección absoluta de España año 2010, campeón de Europa sub-21, sub-19 y campeón de la Copa del Rey 2008 con el Valencia C. F.
-Miguel Minguez, corredor del equipo ciclista Euskaltel que ha disputado entre otras grandes carreras el Giro de Italia y el Tour de Francia.